# Línea C2 (TUZSA)
La línea C2 era una línea lanzadera de los Transportes Urbanos de Zaragoza (TUZSA) que comprendía el recorrido entre el barrio Parque Goya y el barrio Actur-Rey Fernando en la ciudad de Zaragoza (España).
Tenía una frecuencia media de 10 minutos.
Esta línea fue inaugurada en 2004 y clausurada el 8 de abril del año 2013, ya que su recorrido coincidía plenamente con el tranvía de la ciudad.

## Desvíos actuales (no incluidos en la tabla)
Desvío por las obras de la 2ª fase del tranvía : Los autobuses se desvían por la Ronda de Boltaña calle La Fragua en sentido Parque Goya y sentido Actur por Avda. Academia General Militar y Ronda de Boltaña.